# 俄羅斯銀行
俄羅斯銀行（俄语：Банк «Росси́я»）是一家俄羅斯股份制銀行，成立於1990年6月27日。公司總部位於聖彼得堡。
該銀行與俄羅斯的現任政府(弗拉基米爾·普京政權)有關聯。潘多拉文件洩密事件顯示，該銀行建立了一個影子公司網絡，為俄羅斯精英保留離岸財富。